# Gunslinger Girl
Gunslinger Girl (ガンスリンガー・ガール, Gansuringā Gāru) est un manga de Yū Aida. Il a été prépublié entre 2002 et 2012 dans le magazine Monthly Comic Dengeki Daioh et a été compilé en un total de quinze tomes par l'éditeur MediaWorks. La version française est publiée en intégralité par Kazé.
Une adaptation en anime a vu le jour entre 2003 et 2004 au Japon, suivie par une seconde saison en 2008.

## Synopsis
Pour combattre le crime organisé et le terrorisme, le gouvernement italien a pris une mesure extrême : combattre le mal par le mal. Il a monté une Agence d'Assistance Sociale, qui, sous couvert d'activités sociales et médicales, assure en fait la logistique pour une équipe de professionnels chargés d'éliminer les chefs de clan, les ennemis de l'État ou d'assurer la protection de témoins-clefs. La mesure est d'autant plus extrême que les porte-flingues de l'agence sont toutes des jeunes filles, en partie cybernétisées et conditionnées psychologiquement après divers accidents (maladies ou traumatismes graves).
Placée sur la tutelle rapprochée d'un superviseur adulte membre de l'agence, chacune de ces enfants forme un "fratello" avec son superviseur, et devient une véritable machine à tuer, d'une efficacité redoutable, tuant sans hésitation sur ordre de son superviseur, ou sans cette autorisation quand elles sentent celui-ci en danger.

## Personnages

### Les cyborgs
Henrietta
Henrietta a été choisie à contrecœur par son fratello José dans un hôpital qu'elle a intégré après que sa famille ait été massacrée et qu'elle-même ait été violée. Personnage principal au début de l'histoire, Henrietta est une des meilleures tueuses de l'organisation, bien que son amour pour José lui fasse parfois désobéir aux ordres de l'agence.
Rico
Camarade de chambre d'Henrietta, elle est sous la tutelle de Jean. C'est une petite fille avec un caractère très doux qui contraste avec le caractère violent et froid de son tuteur. On apprend qu'elle a été intégrée dans l'agence car elle avait la maladie de la fatigue chronique: elle avait passé toute sa vie dans un lit d'hôpital (car elle ne pouvait pas bouger ses membres), et ses parents, ne souhaitant plus la prendre en charge, ont signé des papiers avec l'agence et lui en ont donné la charge. Depuis, elle prend tout avec le sourire et vérifie chaque matin le fonctionnement de ses membres avec joie.
Triela
Triela est la plus âgée des cyborgs. Elle est sous la tutelle de Hilscher avec qui elle a beaucoup de mal à communiquer. Elle ne sait pas comment se comporter avec lui car contrairement aux autres cyborgs, elle comprend que l'amour qu'elles ressentent pour leur fratello est artificiel, créé par la drogue (le "remède"). Au fil de l'histoire son attachement et même son amour pour Hilscher deviendront naturels. On apprend dans le tome 12 qu'elle est d'origine tunisienne. Elle a été victime d'un trafic d'enfants organisé par la mafia italienne qui l'a fait atterrir à Amsterdam. Là-bas, elle a été utilisée pour un snuff-movie et sauvée in-extremis par Hilscher.
Claes
Camarade de chambre de Triela, Claes est au début sous la tutelle de Labaro. Plus tard, elle n'aura plus aucun fratello et sera utilisée par l'agence comme cobaye pour tester la résistance physique des cyborgs. Elle a un caractère très indépendant et est plutôt froide, ce qui peut expliquer que Jean semble étonnamment l'apprécier.
Angelica
Elle fut la première cyborg de l'organisation et est sous la tutelle de Marco. On apprend qu'avant elle s'appelait Angelina et que ses parents, en faillite, ont tenté de la tuer (en la renversant avec une voiture) pour récupérer son assurance vie. Le destin de cette petite fille va nous faire prendre conscience du destin tragique inévitable de toutes les cyborgs.
Elsa
Elsa est une fille refermée qui apparaît au début du 9e épisode. elle ne parle quasiment jamais aux autres cyborgs, car la seule chose qui l’intéresse est son instructeur Lauro. Elle est totalement obsédée par lui, et l'indifférence de celui-ci envers la fillette va la pousser à commettre un acte terrible, et surtout très gênant pour l'agence.
Petra
Elle est une cyborg de seconde génération et a pour instructeur Alessandro. Ancienne danseuse de ballet, cette jeune fille russe a été récupérée par l'agence après une blessure à la jambe qui ne pouvait lui permettre de reprendre la danse. Contrairement aux autres cyborgs, son corps a été totalement remodelé selon les envies de son tuteur.

### Les instructeurs
José
José (ou Josépho) forme un fratello avec Henrietta. Ancien militaire, il a rejoint l'organisation par vengeance après le meurtre d'une grande partie de sa famille par un groupe mafieux qu'il veut démanteler. Il apprécie beaucoup Henrietta (même si elle est surtout un outil de sa vengeance) qui lui rappelle beaucoup sa petite sœur décédée. Il gâte beaucoup Henrietta et lui offre toute sorte de cadeaux chaque fois qu'elle effectue une mission (il dit considérer cela comme une "rémunération").
Jean
Il est le tuteur de Rico et également le frère de José. Ancien militaire prometteur et haut gradé, il a rejoint l'organisation pour la même raison que José. En revanche il n'a aucune compassion pour Rico avec qui il est odieux et qu'il traite comme "un chien d'attaque". Il oublie totalement le côté humain de la fillette et la considère comme un simple outil.
Hilscher
Hilscher (de son vrai nom Victor Hartman) est le tuteur de Triela. Il travaillait autrefois à Interpol et a dû fuir l'Allemagne : après avoir sauvé Triela de la mafia dans le cadre d'une mission, il l'enlève à l'hôpital pour l'emmener en Italie à l'Agence d'Assistance Sociale. Il croit qu'on pourra la sauver là-bas, sauf qu'il ne sait pas que cette agence va la transformer en cyborg. Lorsqu'il l'apprend, il explose et est enfermé, jusqu'à ce qu'on lui donne le choix de devenir le tuteur de Triela ou d'être descendu car il connaît le secret de l'agence. Il aime énormément Triela mais lui non plus ne sait pas comment se comporter vis-à-vis d'elle.
Labaro
Il est le tuteur de Claes pendant une période. Ancien militaire blessé à la jambe (il doit utiliser une béquille) son rêve est de retourner dans l'armée. Jean le recrute en lui promettant une réintégration dans l'armée s'il travaille pour l'organisation pendant une certaine période. Au départ très méfiant envers Claes, il finit par apprécier la fillette et l'emmène souvent à la pêche. Avant de la quitter, il la fait promettre de ne jamais être violente lorsqu'elle porte ses lunettes.
Marco
Il est le tuteur d'Angelica. Il faisait partie de la police mais une blessure à l’œil l'a obligé à abandonner ce métier. Ce qui lui a plu avant tout avec l'organisation était de s'occuper d'une petite fille. Il va même jusqu'à inventer une histoire "Le Prince des pâtes" pour qu'elle ne souffre pas pendant ses piqûres quotidiennes. Marco appréciait énormément Angelica au départ et s'impliquait beaucoup par rapport au bien-être de la fillette. Mais à la suite des très fréquentes pertes de mémoires dues au « remède », celui-ci désespère et finit par se lasser. Angelica ne pense qu'à aller combattre ce qui attriste Marco qui la considère plus comme une petite fille que comme un cyborg de combat. En réalité, il en veut aux médecins qui corrompent tous les liens qu'il a tissé avec la fillette.

## Manga
La série comporte un total de quinze volumes publiés au Japon par MediaWorks. La version française est publiée en intégralité par Kazé.

## Anime
Une série télévisée de 13 épisodes, basée sur les 2 premiers volumes du manga, a été produite par Madhouse, Bandai Visual, Marvelous Entertainment et Fuji Television. Elle a été diffusée pour la première fois sur Fuji Television du 8 octobre 2003 au 19 février 2004. En France, l'adaptation animée est éditée par Kazé sous forme de 4 DVD. Sa première diffusion à la télévision date du 25 mai 2006 sur NRJ 12.
Une seconde saison a été diffusée au Japon. Elle est intitulée Gunslinger Girl - Il Teatrino. Il Teatrino est éditée par Kazé en deux Box de deux DVD.
Deux OAV sont sortis sous le titre "Les Chapitres Perdus" chez Kazé en DVD.

### Musique
- Génériques de la première saison
  - début : "The Light Before We Land" par The Delgados
  - fin : "Dopo il Sogno 〜Yume no Ato ni〜" par Yoshitaka Kitanami.
- Génériques de la deuxième saison
  - début : "Tatta Hitotsu no Omoi" par KOKIA
  - fin : "doll" par Lia et Aoi Tada, écrit et composé par Jun Maeda.

### Doublage
| Personnages | Voix japonaises   | Voix françaises    |
| ----------- | ----------------- | ------------------ |
| Triela      | Eri Sendai        | Brigitte Guedj     |
| Claes       | Ami Koshimizu     | Laurence Bréheret  |
| Henrietta   | Yuuka Nanri       | Marjolaine Poulain |
| Fero        | Rie Nakagawa      | Laurence Bréheret  |
| Jean        | Mitsuru Miyamoto  | Martial Le Minoux  |
| Rico        | Kanako Mitsuhashi |                    |
| Angelina    | Hitomi Terakado   |                    |
| Elsa        | Mamiko Noto       |                    |

## Jeux vidéo
Une série de trois jeux vidéo, reprenant l'univers du manga, est sortie sur PlayStation 2 uniquement au Japon. Il s'agit de jeux de tir à la troisième personne, au gameplay proche de celui de Time Crisis, dans lesquels le joueur contrôle une des jeunes filles pendant sa mission.
Ces jeux mettent en scène un nouveau duo, n'existant pas dans le manga : Pia, et son fratello Earnest.